# Cuxac-Cabardès

Cuxac-Cabardès este o comună în departamentul Aude din sudul Franței. În 1 ianuarie 2022 avea o populație de 953 de locuitori.